# Eriocaulon koernickei
Eriocaulon koernickei là một loài thực vật có hoa trong họ Cỏ dùi trống. Loài này được Britton mô tả khoa học đầu tiên năm 1900.